# Відкритий чемпіонат Франції з тенісу 2020
Відкритий чемпіонат Франції з тенісу 2020 — тенісний турнір, що проходив на відкритих ґрунтових кортах Стад Ролан Гаррос у Парижі з 21 вересня по 11 жовтня 2020 року. Це був 124-й Відкритий чемпіонат Франції, третій турнір Великого шолома в календарному році.
Турнір було перенесено на вересень-жовтень зі звичного травня-червня через пандемію COVID-19.
Турнір включав змагання в одиничному та парному розряді серед чоловіків та жінок. Юніори розіграли першості в одиничному та парному розряді серед хлопців та дівчат. Було проведено також одичночні та парні змагання на візках для тенісистів з обмеженими можливостями. Парні змагання серед легенд тенісу у чоловіків  проходили у двох категоріях — до 45 років та понад 45 років. Парні змагання серед легенд у жінок відбулися в єдиній категорії.
Свої титули в одиночних розрядах  повинні були захищати Рафаель Надаль серед чоловіків та Ешлі Барті у жінок, однак Барті відмовилася від захисту титулу через пандемію коронавірусу.

## Турнір
Турнір проходив під егідою Міжнародної федерації тенісу і був складовою частиною ATP та WTA турів сезону 2020. Матчі гралися на 22 кортах, серед яких 3 шоу-корти: корт Філіппа Шартріє, корт Сюзан Ланглен та корт Сюзан Матьє.
Перед початком турніру над кортом Філіппа Шартріє було зведено розсувний дах, що дозволило проводити принаймні частину матчів за будь-якої погоди.

## Огляд подій та результатів

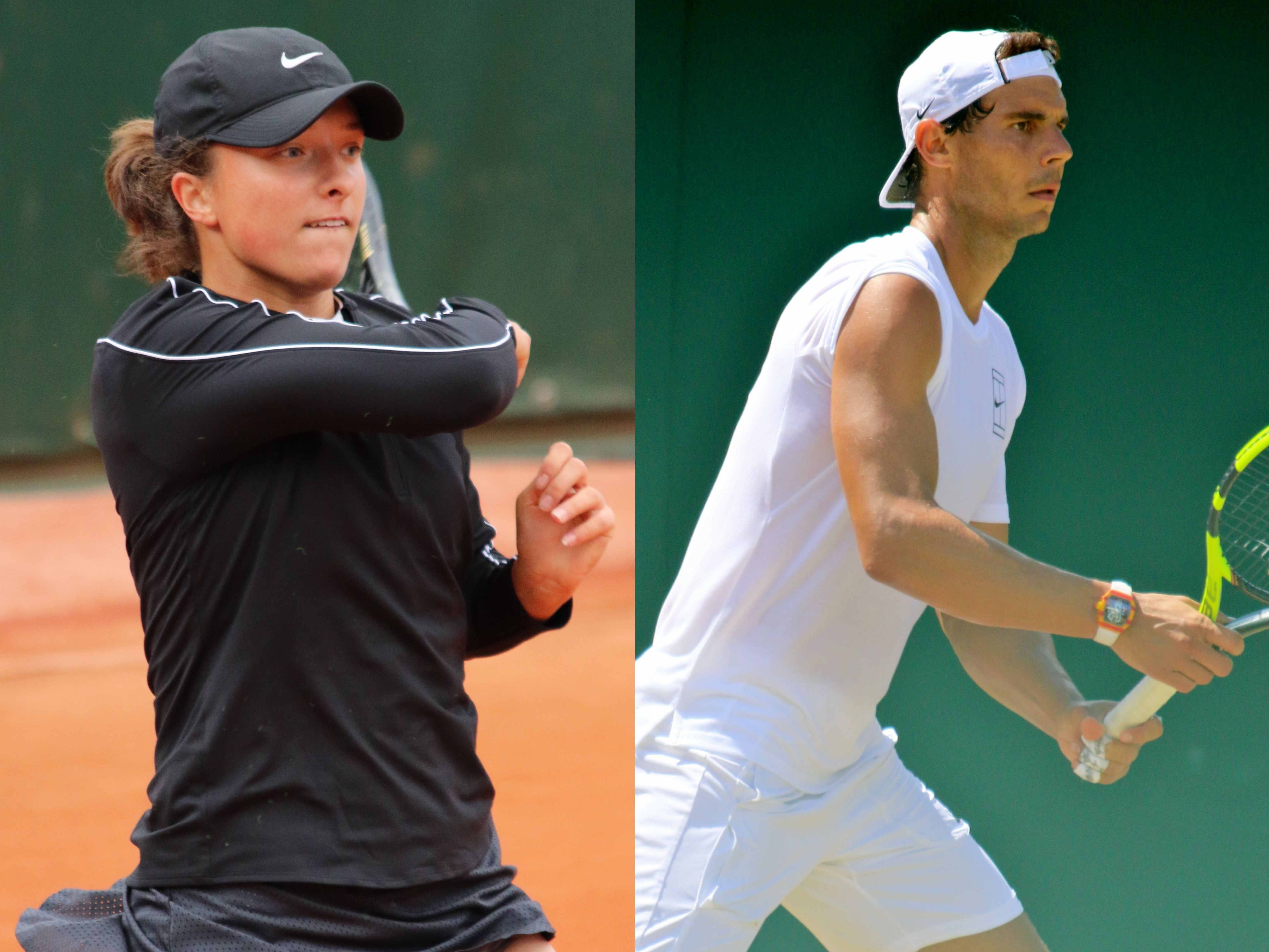
Іга Швйонтек та Рафаель Надаль — чемпіони 2020 року.

В одиночному чоловічому розряді титул учетверте поспіль виборов Рафаель Надаль. Для нього це 13-те французьке чемпіонство і загалом 20-ий титул Великого шолома. За цим показником Надаль зрівнявся з Роджером Федерером.
У жіночому турнірі перемогла несіяна 19-тирічна Іга Швйонтек з Польщі. Для неї це перший мейджор.
Це також перший мейджор в одиночному розряді для будь кого польського тенісиста чи тенісистки. Упродовж турніру Швйонтек не програл жодного сету, не програла більше чотирьох геймів у сеті й більше п'яти геймів у матчі.
У парному чоловічому розряді німецька пара Кевін Кравіц та Андреас Міс захистили свій титул. Для них це другий виграний мейджор.
У жіночому парному розряді перемогла угорсько-французька пара Тімеа Бабош / Крістіна Младенович. Як і чоловіча пара, вони відстояли свій минулорічний титул. Для Бабош це третій парний грендслем, а для Младенович — п'ятий. Крім того Младенович має ще дві перемоги в міксті.

## Результати фінальних матчів

### Дорослі
| Одиночний розряд. Чоловіки Детальніше |                               |               |
| Рафаель Надаль                        | Новак Джокович                | 6–0, 6–2, 7–5 |
|                                       |                               |               |
| Одиночний розряд. Жінки Детальніше    |                               |               |
| Іга Швйонтек                          | Софія Кенін                   | 6-4, 6-1      |
|                                       |                               |               |
| Парний розряд. Чоловіки Детальніше    |                               |               |
| Кевін Кравіц Андреас Міс              | Мате Павич Бруно Соарес       | 6-3, 7-5      |
|                                       |                               |               |
| Парний розряд. Жінки Детальніше       |                               |               |
| Тімеа Бабош Крістіна Младенович       | Алекса Гуарачі Дезіре Кравчик | 6-4, 7-5      |
|                                       |                               |               |

### Юніори
| Одиночний розряд. Хлопці       |                                |               |
| Домінік Штефан Штрікер         | Леонардо Ріді                  | 6–2, 6–4      |
|                                |                                |               |
| Одиночний розряд. Дівчата      |                                |               |
| Ельза Жакмо                    | Аліна Чараєва                  | 4–6, 6–4, 6–2 |
|                                |                                |               |
| Парний розряд. Хлопці          |                                |               |
| Флавіо Коболлі Домінік Штрікер | Бруно Олівейра Натан Родрігес  | 6–2, 6–4      |
|                                |                                |               |
| Парний розряд. Дівчата         |                                |               |
| Елеонора Альвізі Ліза Рігато   | Марія Бондаренко Діана Шнайдер | 7–6(7–3), 6–4 |
|                                |                                |               |